# Nicole Gibbsová
Nicole Gibbsová (* 3. března 1993 Cincinnati) je bývalá americká profesionální tenistka. Ve své kariéře na okruhu WTA Tour nevyhrála žádný turnaj. V rámci okruhu ITF získala sedm titulů ve dvouhře a pět ve čtyřhře.
Na žebříčku WTA byla nejvýše ve dvouhře klasifikována 25. července 2016 na  68. místě a ve čtyřhře 19. září 2016 na 107. místě. 
V únoru 2021 oznámila konec své kariéry.

## Finále série WTA 125
| Legenda                  |
| ------------------------ |
| D – dvouhra; Č – čtyřhra |
| WTA 125 (0–1 D; 0–1 Č)   |

### Dvouhra: 1 (0–1)
| Stav       | č. | datum         | turnaj                  | povrch | soupeřka ve finále  | výsledek    |
| ---------- | -- | ------------- | ----------------------- | ------ | ------------------- | ----------- |
| Finalistka | 1. | listopad 2015 | Carlsbad, Spojené státy | tvrdý  | Yanina Wickmayerová | 3–6, 6–7(4) |

### Čtyřhra: 1 (0–1)
| Stav       | č. | datum         | turnaj                  | povrch | spoluhráčka      | soupeřky ve finále        | výsledek              |
| ---------- | -- | ------------- | ----------------------- | ------ | ---------------- | ------------------------- | --------------------- |
| Finalistka | 1. | listopad 2016 | Honolulu, Spojené státy | tvrdý  | Asia Muhammadová | Eri Hozumiová Miju Katová | 7–6(7–3), 3–6, [8–10] |

## Tituly na turnajích okruhu ITF
| $100,000 tournaments   |
| $80,000 tournaments    |
| $50/60 000 tournaments |
| $25,000 tournaments    |
| $10,000 tournaments    |

### Dvouhra (7 titulů)
| Č. | Datum         | Turnaj                         | Povrch | Finalistka                      | Výsledek      |
| -- | ------------- | ------------------------------ | ------ | ------------------------------- | ------------- |
| 1. | listopad 2007 | Ciudad de México, Mexiko       | tvrdý  | María Fernanda Álvarez Teránová | 7–5, 6–3      |
| 2. | červenec 2012 | Denver, Spojené státy          | tvrdý  | Julie Coinová                   | 6–2, 3–6, 6–4 |
| 3. | červenec 2013 | Yakima, Spojené státy          | tvrdý  | Ivana Lisjaková                 | 6–1, 6–4      |
| 4. | červenec 2014 | Carson, Spojené státy          | tvrdý  | Melanie Oudinová                | 6–4, 6–4      |
| 5. | červen 2017   | Baton Rouge, Spojené státy     | tvrdý  | Francesca Di Lorenzová          | 6–3, 6–3      |
| 6. | červen 2018   | Naples, Spojené státy          | antuka | Ashley Kratzerová               | 6–4, 6–4      |
| 7. | únor 2019     | Rancho Santa Fe, Spojené státy | tvrdý  | Kristie Ahnová                  | 6–3, 6–3      |

### Čtyřhra (5 titulů)
| Č. | Datum         | Turnaj                   | Povrch | Spoluhráčka      | Finalistky                                  | Výsledek          |
| -- | ------------- | ------------------------ | ------ | ---------------- | ------------------------------------------- | ----------------- |
| 1. | květen 2010   | Raleigh, Spojené státy   | antuka | Kristie Ahnová   | Alexandra Müllerová Ansha Rolleová          | 6–3, 6–2          |
| 2. | říjen 2015    | Las Vegas, Spojené státy | tvrdý  | Julia Boserupová | Sanaz Marandová Paula Cristina Gonçalvesová | 6–3, 6–4          |
| 3. | listopad 2015 | Waco, Spojené státy      | tvrdý  | Vania Kingová    | Julia Glušková Rebecca Petersonová          | 6–4, 6–4          |
| 4. | červenec 2018 | Berkeley, Spojené státy  | tvrdý  | Asia Muhammadová | Sabrina Santamariová Ellen Perezová         | 6–4, 6–1          |
| 5. | listopad 2018 | Tyler, Spojené státy     | tvrdý  | Asia Muhammadová | Desirae Krawczyková Giuliana Olmosová       | 3–6, 6–3, [14–12] |

## Soukromý život
Roku 2010 vystudovala střední Crossroads School v Santa Monice v Kalifornii a roku 2014 absolvovala prestižní Stanfordovu univerzitu v Silicon Valley, kde v tenisu opakovaně vítězila.